# Manuel Gamboa
Manuel Jesús Gamboa Valenzuela (Talca, 7 de noviembre de 1932) es un agricultor y político chileno. Ocupó diversos cargos en la antigua provincia de Talca y posterior región del Maule, como diputado, alcalde e intendente.

## Biografía
Nació en Talca, Chile, el 7 de noviembre de 1932, es hijo de Luis Ignacio Gamboa Urzúa e Inés Valenzuela Labbé. Casado con Marina Letelier Pozo, y tuvieron seis hijos.
Realizó sus estudios primarios en el Colegio San Tarcisio y los secundarios en el Liceo Manuel Blanco Encalada. Ingresó posteriormente a estudiar a la Universidad Católica de Chile, donde cursó un año de Derecho, donde además se destacó como deportista, sobresaliendo como capitán de la selección de basketball de la Escuela de Derecho.
Dejó los estudios, para dedicarse a las labores agrícolas en la sociedad agrícola, negocio familiar junto a su padre y sus hermanos, en el fundo “Rauquén”, ubicado en Pencahue, desde 1953 hasta 1973, cuando este fundo fue expropiado, ante lo cual se dedicó al negocio del corretaje de vinos, producidos en la zona.

## Vida política
En 1950 ingresó al Partido Conservador, en el cual permaneció hasta 1966, cuando ese año, su partido se fusionó junto al Partido Liberal, en el recién formado Partido Nacional (PN).
Fue elegido como Regidor por Pencahue, que por esos años tenía un presupuesto muy limitado, sin embargo gracias a sus gestiones personales, logró conseguir a través de financiamiento privado, la importación desde Estados Unidos, de una ambulancia completamente equipada, algo inédito para la zona, ejerció como regidor hasta 1971.
Ese mismo año, fue elegido regidor por Talca con la segunda mayoría individual de la votación, siendo además el único representante de su partido en el concejo municipal.
Se presentó como candidato, en las elecciones de 1973, siendo electo como diputado, por la decimosegunda agrupación departamental "Talca, Lontué y Curepto", para integrar el XLVII Período Legislativo, donde integró la Comisión permanente de Vivienda y Urbanismo. Debido al golpe militar del 11 de septiembre de 1973, no pudo completar su período. El Decreto-Ley 27, del 21 de septiembre de ese año, disolvió el Congreso Nacional y cesadas las funciones parlamentarias a contar de la fecha.
Durante la dictadura militar, fue designado Alcalde de Talca, asumiendo en 1978. Durante su periodo de casi 10 años, se realizaron bastantes obras, como la construcción del Terminal Rodoviario, inaugurado en 1981; el Centro Regional de Abastecimiento (CREA), lugar donde concentró a la mayoría del comercio agrícola de la Provincia de Talca, este proyecto se complementó después, con la Feria de productores agrícolas mayoristas, ubicada en el Parque Industrial de la ciudad. 
Además gestionó la construcción del Gimnasio Regional de Talca, con capacidad para 5000 personas, así como también la iluminación del Estadio Fiscal de Talca, complementario para la transmisión televisiva de los encuentros deportivos, se construyeron más de 20 hectáreas de áreas verdes, destacándose la terminación de la Alameda (4 Norte), avenida Ignacio Carrera Pinto, entre otras. Se erradicó de la ciudad, la mayoría de los campamentos de viviendas, entregándoles a sus habitantes, soluciones habitacionales definitivas.
Paralelamente en 1980, asistió como delegado chileno al Congreso Latinoamericano de Municipalidades, realizado en Montevideo, Uruguay.
Fue alcalde por Talca hasta 1988, año en el que es reemplazado por Germán Verdugo.  A fines de ese mismo año, asumió como Intendente de la Región del Maule, ejerciendo en el cargo hasta el 11 de marzo de 1990.

## Reconocimientos
El 28 de agosto de 2008, por acuerdo del Concejo Regional del Maule y en representación de la provincia de Talca, se le otorgó la "Condecoración al Mérito Región del Maule", por servicios destacados prestados a la comuna y a la Región.

## Actividades complementarias
También incursionó como dirigente deportivo, al ser elegido para integrar la directiva del Rangers de Talca, equipo representativo de la zona, durante su período en el club, por primera vez en su historia, obtuvo el vicecampeonato de la serie de honor del fútbol chileno, clasificando además a la Copa Libertadores de América.
Actualmente está retirado de toda actividad pública y política, dedicándose a la agricultura, en su fundo "La Hormiga" en la comuna de San Clemente.

## Resultados electorales

### Elecciones parlamentarias de 1973
- Elecciones parlamentarias de 1973, por la 12° Agrupación Departamental (Talca, Curicó y Lontué)

| Candidato                                 | Partido                    | Votos  | %       | Resultado |
| ----------------------------------------- | -------------------------- | ------ | ------- | --------- |
| A. Confederación de la Democracia         |                            |        |         |           |
| Silvio Rodríguez Villalobos               | PN                         | 11 076 | 13,01   | Diputado  |
| Manuel Gamboa Valenzuela                  | PN                         | 8724   | 10,25   | Diputado  |
| René Lagos Rojo                           | DR                         | 3376   | 3,97    |           |
| Renato Guerra Estévez                     | PDC                        | 8625   | 10,13 % |           |
| Gustavo Ramírez Vergara                   | PDC                        | 10 788 | 12,67   | Diputado  |
| Votos de Lista                            | CODE                       | 514    | 0,60    |           |
| B. Unidad Popular                         |                            |        |         |           |
| Julio Campos Ávila                        | PCCh                       | 16 724 | 19,65   | Diputado  |
| Guillermo Muñoz Zúñiga                    | PS                         | 16 904 | 19,86   | Diputado  |
| Francisco Vio Grossi                      | MAPU                       | 4633   | 5,44    |           |
| Manuel Martínez Salvo                     | API                        | 368    | 0,43    |           |
| Juan Marín Cárdenas                       | PR                         | 2662   | 3,13    |           |
| Votos de Lista                            | UP                         | 722    | 0,85    |           |
| Votos válidamente emitidos                | Votos válidamente emitidos | 85 116 | 97,89   |           |
| Votos nulos                               | Votos nulos                | 1148   | 1,32    |           |
| Votos en blanco                           | Votos en blanco            | 682    | 0,78    |           |
| Total de votos emitidos                   | Total de votos emitidos    | 86 946 | 100     |           |
| Fuente: Dirección del Registro Electoral. |                            |        |         |           |